# Samuel Butler (poète)
Pour les articles homonymes, voir Samuel Butler et Butler.
Samuel Butler (baptisé le 8 février 1612 à Strensham, Worcestershire - mort le 25 septembre 1680 à Londres,) est un poète anglais. Parmi ses œuvres, caractéristiques de la littérature de la Restauration anglaise, on se souvient principalement de Hudibras, un long poème satirique et burlesque sur le puritanisme.

## Biographie
Il est d'abord clerc chez un juge de paix. Ayant de bonne heure fait connaître ses dons pour la poésie, il est attaché à la maison de Elizabeth Talbot, comtesse de Kent, qui lui laisse la liberté de se livrer aux études de son goût, puis occupe un emploi chez Samuel Luke, zélé puritain et partisan de Cromwell. À la Restauration, il devient intendant du château de Ludlow (1660).
À l'avènement de la Restauration anglaise, Butler devient le secrétaire du Lord-Président du pays de Galles, et épouse vers la même époque une certaine Mme Herbert, veuve. En 1663, la première partie de Hudibras est publiée, et les deux autres suivent respectivement en 1664 et en 1678. Charles II d'Angleterre apprécie grandement l'ouvrage, et offre à son auteur une pension.
Butler est un proche du duc de Buckingham, au point de collaborer avec lui à la création de La Répétition, une pièce satirique ridiculisant la mode du drame héroïque.
Malgré la popularité de Hudibras, Butler est négligé par la cour et meurt en 1680 dans la pauvreté, sans que l'on puisse toutefois déterminer si cette situation précaire lui est imposée ou s'il agissait d'un exil imposé à lui-même.
Butler est enterré au Coin des poètes à l'abbaye de Westminster. Une plaque est par ailleurs apposée en mémoire sur la petite église de son village natal de Strensham, près d'Upton-upon-Severn.